# I Football - Italian Football Talent
I Football - Italian Football Talent è stato un programma televisivo sportivo italiano, in onda da novembre 2013 su Sport Uno e dal febbraio 2014 su Nuvolari.

## Storia
Il programma è partito il 18 novembre 2013 ed è condotto da Simone Perrotta. Nel programma Simone Perrotta gira l'Italia alla ricerca di nuovi talenti, giovanissimi calciatori che muovono i loro primi passi nelle squadre giovanili e li segue durante gli allenamenti e a casa, in compagnia delle loro famiglie, mentre con impegno e fatica lavorano per realizzare il sogno di diventare dei grandi calciatori.
Il programma viene soppresso solamente dopo una sola stagione.